# Группа Блумсбери

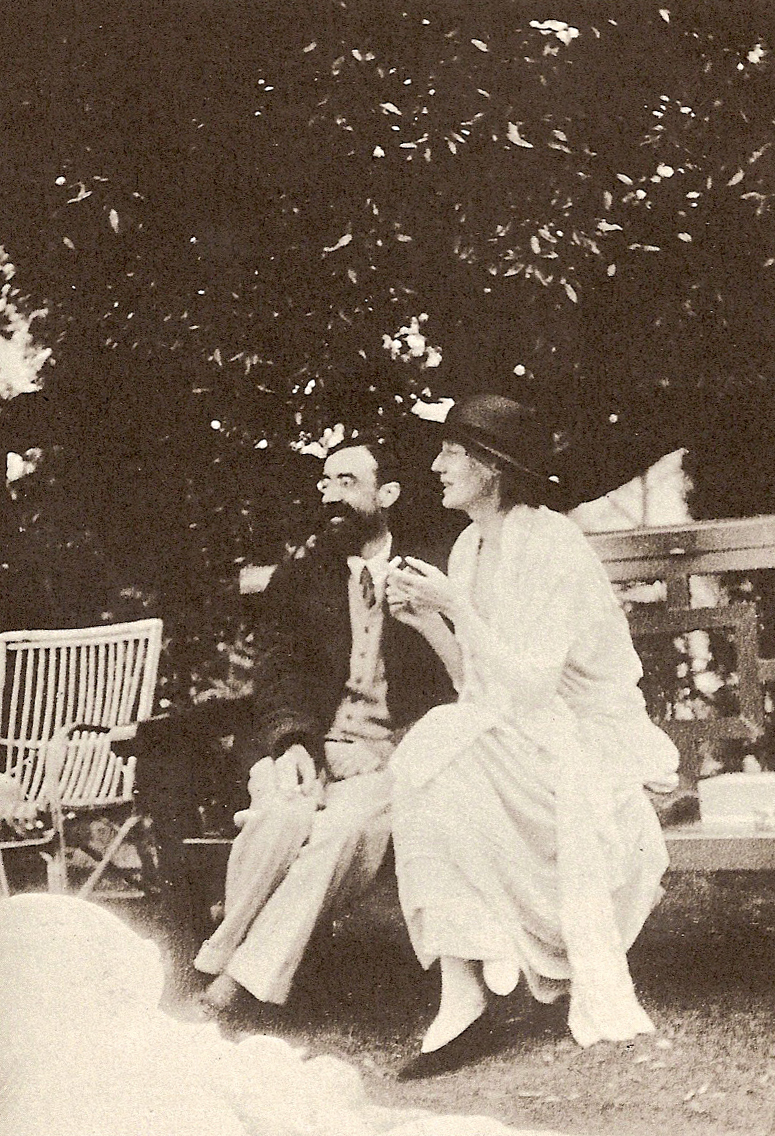
Вирджиния Вулф и Литтон Стрейчи

Группа Блумсбери, или Блумсберийский кружок (англ. Bloomsbury Group, ‘Bloomsburyites’) — элитарная группа английских интеллектуалов 1910-х, 1920-х и начала 1930-х годов, объединённых сложными семейными, дружескими, творческими отношениями. Возникла на основе закрытого студенческого общества «кембриджских апостолов».
В 1905 и 1906 годы студенты Кембриджа, которые учились вместе с Тоби Стивеном (по прозвищу «Гот»; 1880—1906), стали регулярно собираться по вечерам в доме его семейства на Гордон-сквер в богемном лондонском районе Блумсбери (куда Стивены переехали из респектабельного Кенсингтона после смерти главы семейства — сэра Лесли Стивена). Некоторые блумсберийцы в 1910 году разыграли экипаж военного корабля, что впервые обратило внимание лондонской прессы на этот кружок «золотой молодёжи».
В центре кружка находились дочери Лесли Стивена — Вирджиния Вулф (с мужем Леонардом Вулфом) и Ванесса Белл (с мужем Клайвом Беллом). Другими постоянными членами были писатели Литтон Стрейчи и (не сразу) Дэвид Гарнетт, художники Дункан Грант и Роджер Фрай, а также экономист Джон Мейнард Кейнс. Несколько в стороне держался часто посещавший салон романист Морган Форстер, который (в отличие от остальных членов группы) к 1910 году уже добился публичного признания. Художница Дора Каррингтон, тесно связанная с блумсберийцами, обычно в кружок не включается. 
Блумсберийцы не имели выраженной художественной или идеологической программы, но высоко ставили такие сочинения, как Principia Ethica (1903) и Principia Mathematica (1910). В целом они были агностиками и противостояли викторианскому ханжеству, отстаивая свободу художественного поиска и личной жизни. Превыше всего они ставили независимость в жизни и в искусстве. Многие из участников кружка сегодня более известны эксцентричными выходками и перипетиями личной жизни, чем творческими свершениями. 
Личная жизнь блумсберийцев была богата сложными переплетениями. Например, Кейнс в студенческие годы состоял в любовной связи с Артуром Хобхаусом и некоторыми другими юношами, но затем влюбился в Дункана Гранта. Последний был до этого любовником Литтона Стрейчи, который втайне вздыхал по Хобхаусу. Позднее Грант ушёл от Кейнса к Хобхаусу, а от него — к Дэвиду Гарнету (который одно время состоял в связи с Кейнсом). В 1918 году Ванесса Белл, не разводясь с мужем, родила от Гранта дочь Анджелику (1918—2012), ставшую впоследствии женой Гарнета, а потом съехалась с Роджером Фраем. Дора Каррингтон была влюблена в Стрейчи, но замуж вышла за его возлюбленного — Ральфа Партриджа, сформировав долговечный «любовный треугольник». 
Помимо собственно блумсберийцев, немало известных людей (Бертран Рассел, Т. С. Элиот, Артур Уэйли, Олдос Хаксли, Вита Сэквилл-Уэст, Кэтрин Мэнсфилд и т.д.) в разное время были дружны с Вирджинией Вулф и были вхожи в её литературный салон.